# Rômulo (ur. 2000)
Rômulo Zanre Zwarg (ur. 1 marca 2000 w Campo Grande) – brazylijski piłkarz występujący na pozycji defensywnego pomocnika lub prawego obrońcy, od 2025 roku zawodnik meksykańskiego Tigres UANL.